# Clough Head
Clough Head är en bergstopp i Storbritannien.   Den ligger i grevskapet Cumbria och riksdelen England, i den centrala delen av landet, 400 km nordväst om huvudstaden London. Toppen på Clough Head är 726 meter över havet, eller 123 meter över den omgivande terrängen. Bredden vid basen är 1,5 km.
Terrängen runt Clough Head är huvudsakligen kuperad, men åt nordost är den platt.Runt Clough Head är det ganska glesbefolkat, med 24 invånare per kvadratkilometer. Närmaste större samhälle är Penrith, 19,3 km öster om Clough Head. Trakten runt Clough Head består i huvudsak av gräsmarker.